# 白山市立千代野小学校
白山市立千代野小学校 （はくさんしりつ ちよのしょうがっこう）は石川県白山市千代野東4丁目にある公立小学校。　

## 概要
本校は、石川県内最大のニュータウンである千代野ニュータウンの中にある。千代野ニュータウンのピーク時（昭和63年〜平成5年）には、児童数1000名を超える石川県内最大のマンモス校とした時代もあったが、その後児童数が減少傾向となり、2007年時点で347名と1学年1クラスになるのではと心配する声もあったが、現在は少し増加して400人程度となっている。本校南側の北安田南部地域で区画整理事業が進んでおり、アルビス株式会社（射水市）が展開するイータウン白山が開業したほか、JR西日本西松任駅（仮称）や宅地が整備される予定であるため、同地区の人口増加と共に、本校の児童増加が見込まれている。
校舎は、1978年7月に起工し、1979年3月に竣工した。地上4階建てであり、児童玄関東側には1990年に完成した放課後学童施設やサブアリーナ（第2体育館）などがある増築校舎棟がある。

## 沿革
- 1978年7月 - 松任市北安田地内（現:白山市千代野東4丁目地内）に千代野小学校校舎を起工[5]
- 1979年3月 - 千代野小学校校舎竣工[5]
- 1979年4月1日 - 御手洗地区と千代野各町を通学区として松任市立千代野小学校を開校[5]
- 1980年4月10日 - 石川県教育委員会学校環境緑化推進校の指定を受ける（55～57年度）[5]
- 1981年3月16日 - 校舎増築工事（第２期工事）完成[5]
- 1983年4月1日 - 校地地番変更により松任市千代野東４丁目１番地となる[5]
- 1985年3月6日 - 校舎増築工事（第３期工事）完成[5]
- 1990年2月2日 - 校舎増改築工事（第４期工事）完成[5]
- 2000年8月7日 - あさがお栽培で団体の部最優秀賞を受賞[5]
- 2003年4月1日 - ２学期制の実施・学校ボランティア制度発足[5]
- 2004年11月28日 - 本校ＰＴＡが「優良ＰＴＡ」として，石川県教育委員会より表彰[5]
- 2005年2月1日 - 市町村合併により、学校名が「白山市立千代野小学校」となる 校旗新調[5]
- 2006年4月1日 - 第Ⅰ期大規模改造･耐震工事(本館中央より西側･昇降口･体育館)[5]
- 2007年7月〜11月 - 第Ⅱ期大規模改修･耐震工事(本館中央より東側･新館･プール)[5]
  - 新館２階に児童クラブ｢ジョイキッズちよの｣入所[5]
  - プール棟およびプール塗装 飼育小屋移築[5]
- 2013年4月1日 - 特別支援学級（肢体）を新たに開設（通称：なずな学級）[5]
- 2014年4月1日 - 通級指導教室（LD/ADHD）を新たに開設（通称：あすなろ）[5]
- 2015年4月1日 - 特別支援学級（知的）を増設（通称：つくし１、つくし２）[5]
- 2016年4月1日 - プール改修[5]
- 2017年4月1日 - 特別支援学級（知的）１学級閉設[5]
- 2019年4月1日 - 特別支援学級（知的）１学級再増設(つくし２)[5]
- 2019年9月21日 - 敷浪子ども夢基金 寄贈ジャングルジム披露[5]
- 2024年1月1日 - 能登半島地震の揺れでガラスが破損、ポンプが故障するなどの被害を受ける[6]。

## 通学区域
本校の卒業生は、基本的に北星中学校へ進学する。
徳光町、相川町、相川新町、村井新町、千代野東一～六丁目、千代野西一～八丁目、千代野南一～二丁目、北安田西一～二丁目、北安田町（ただし、1194-2、1195-2～1201、1202-2、1202-3、1203-2、1227-2～1245、1246-2～1246-4、1278～1295、1389、1561～1568-1、1581、1690～1692、1723-1、1728、1732～1733、1739～1744、1755～1897、5388、松任北安田南部土地区画整理事
業１～２４街区のみ。）、竹松町（ただし、318、320、321、328、329、331、332番地のみ。）

## 進学先中学校
- 北星中学校

## アクセス
- ■ JR西日本松任駅より徒歩32分
- E8 北陸自動車道「徳光PA/スマートIC」より車で6分

## 周辺
- 千代野体育館
- ちよの幼稚園
- マッキーモール
- 千代野中央公園
- 白山市立千代野保育所
- 千代野温泉
- イータウン白山
- 白山市立北星中学校
- 松任北部墓地公苑
- 白山市立蕪城小学校